# Truth in Numbers?
Truth in Numbers? Everything, According to Wikipedia (dịch: Chân tướng trong những con số? Mọi thứ, dựa theo Wikipedia) là bộ phim tài liệu của Mỹ công chiếu vào năm 2010. Nội dung phim là sự tìm tòi về lịch sử và những ẩn ý văn hóa của bách khoa toàn thư trực tuyến mở Wikipedia, và còn là sự xem xét câu hỏi rằng "liệu có nên giao phó việc biên tập bách khoa toàn thư cho tất cả mọi người hay chỉ nên giao phó cho các chuyên gia?".
Phim đưa ra lịch sử và bối cảnh của website này, cùng với lời bình luận từ hai nhà sáng lập Wikipedia là Jimmy Wales và Larry Sanger. Ngoài ra, còn có sự tham gia của các nhà bình luận như tác gia Howard Zinn, Len Downie của The Washington Post, Bob Schieffer của CBS News, cựu tổng biên tập Robert McHenry của Encyclopædia Britannica, và cựu cục trưởng James Woolsey của Cơ quan Tình báo Trung ương Hoa Kỳ. Bộ phim tài liệu này cũng bàn luận về các sự cố khiến Wikipedia chịu những điều tiếng tiêu cực, như vụ tranh cãi về Essjay hay vụ tranh cãi về tiểu sử trên Wikipedia.
Bộ phim bị trì hoãn dài năm này đã được ra mắt lần đầu ở Wikimania 2010 tại Gdańsk vào tháng 7 năm 2010, và được công chiếu tại Trung tâm Truyền thông Paley tại Thành phố New York vào tháng 10 năm 2010. Nó được chiếu với vai trò là một phần của Liên hoan phim Savannah vào ngày 3 tháng 11 năm 2010, tại Rạp phim Trustees của Đại học Nghệ thuật và Thiết kế Savannah. Truth in Numbers? có thu được những đón nhận mang tính trái chiều, với lời bình luận có thiện cảm từ tác gia Ted Leonsis trong xuất bản phẩm Urlesque của AOL và bài đưa tin tại Liên hoan Phim Savannah do Carlos Serrano của District viết.

## Nội dung
Truth in Numbers? Everything, According to Wikipedia là bộ phim tài liệu của Hoa Kỳ, tìm tòi về lịch sử và những ẩn ý văn hóa của Wikipedia. Bộ phim trình bày Wikipedia là hình thức mới cho việc giao tiếp và đối thoại văn hóa. Các đạo diễn cố thử trả lời câu hỏi là liệu các cá nhân thông thường thì có nên được giao phó cho công việc thu thập tri thức rồi bày tỏ trên mạng không, hay việc này chỉ nên dành cho các học giả hàn lâm trong các lĩnh vực đặc thù mà thôi. Bộ phim đưa ra cái nhìn tổng quan về lịch sử của dự án này, cùng với cả thông tin tiểu sử về người sáng lập là Jimmy Wales. Trong phim, Wales có xuất hiện trong cuộc thảo luận về Wikipedia với một độc giả Ấn Độ, người đấy chỉ ra một chỗ không chính xác trong một bài viết. Ông tiến hành chỉ cho độc giả đấy cách nhấp vào tab "sửa đổi" trên website đấy. Nhà sáng lập Larry Sanger của Wikipedia thì có được góp mặt trong bộ phim tài liệu này. Trong phim, ông lên tiếng phê phán website đấy về việc dung nhận những người biên tập từ giới quần chúng, trái ngược lại với việc thu hút những người đóng góp có chuyên môn.
Giới báo chí và các nhà bình luận truyền thông mà có xuất hiện và được phỏng vấn trong phim thì gồm có tác gia Howard Zinn; Len Downie (tổng biên tập viên của The Washington Post); Bob Schieffer (CBS News); Robert McHenry (cựu giám đốc của Encyclopædia Britannica); James Woolsey (cựu cục trưởng của Cơ quan Tình báo Trung ương Hoa Kỳ); Chris Wilson (phóng viên của Tạp chí Slate); Cade Metz (phóng viên của The Register – người có từng viết bài phê phán về Wikipedia); Richard Branson và Noam Chomsky. Trong phim có ký sự về sáng kiến "Wikipedia Academies" có được tổ chức tại Ấn Độ và Châu Phi. Các tranh cãi mà được bàn luận đến trong phim thì gồm có vụ tranh cãi về Essjay – là vụ một thành viên của Wikipedia đã đưa ra những tuyên bố sai lệch về nền tảng học thuật của bản thân; và vụ tranh cãi về tiểu sử trên Wikipedia – là vụ các nhận định không đúng sự thật được đưa vào mục Wikipedia nói về nhà báo John Seigenthaler. Nhạc sĩ KRS-One sau khi đọc tiểu sử về mình trên Wikipedia thì bình luận rằng: "Tôi nói với quý vị này, mấy cái thực kiện nó thế nhưng sự thật không phải vậy đâu."

## Sản xuất

### Ý niệm

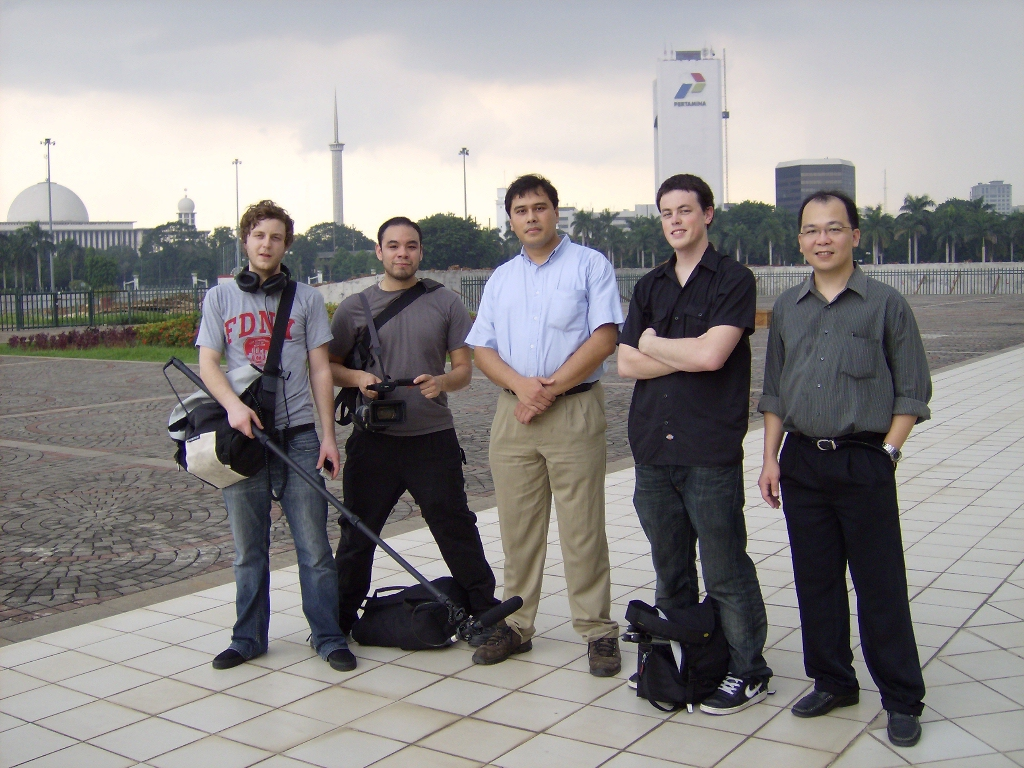
Đội ngũ sản xuất phim tài liệu tại Indonesia (tháng 2 năm 2007)

Ý tưởng cho phim này bắt nguồn từ lời đề nghị của Michael Ferris Gibson – người đã làm bộ phim tài liệu 24 Hours on Craigslist vào năm 2005. Nhà sản xuất Gibson của phim này có gặp gỡ với nhà đồng đạo diễn là Nic Hill. Gibson đã tài trợ cho những chuyến đi của Hill trong quá trình làm phim. Tiêu đề tạm định lúc đó cho bộ phim này là Truth in Numbers: The Wikipedia Story (Chân tướng trong những con số: Câu chuyện về Wikipedia). Gibson đã kiếm nguồn tài trợ cho bộ phim này bằng cách đăng lời kêu gọi tài trợ từ khách viếng thăm trên Internet qua website của họ; lời kêu gọi đầu tư ban đầu thì đã thu được 20.000 USD. Đội ngũ sản xuất đã tiến hành làm công việc sơ bộ cho dự án này, tiến độ dự án khi đó khách xem trên Internet có thể theo dõi thông qua website www.wikidocumentary.org của họ. Một website cộng tác khác cũng được hình thành tại Wikia, tập trung vào mảng tài liệu, và có từng nằm tại địa chỉ wikidocumentary.wikia.com. Về chiến lược gọi vốn của mình, Gibson có bình luận với San Francisco Chronicle rằng khi đó các khoản đóng góp nhỏ thôi mà dồn dần từ nhiều cá nhân thì mới cho thấy sự quan tâm đích thực của cộng đồng đối với sáng kiến của ông.

### Quay phim
Việc quay phim bắt đầu vào tháng 8 năm 2006 tại hội nghị Wikimania 2006, và đến tháng 4 năm 2007, đội ngũ đã tổng hợp được hơn 100 giờ thước phim. Nhà đồng đạo diễn Hill đã đồng hành cùng Wales trong suốt năm 2007, quay phim ông trong quá trình ông du hành vòng quanh thế giới. Hill đã chọn một đoàn làm phim hai người và có đi đến Trung Quốc, Indonesia, Ấn Độ, Nam Phi, Úc và Châu Âu, phỏng vấn các biên tập viên và những người đóng góp. Bản thân Hill là biên tập viên trên Wikipedia, có khởi đầu bài viết về một nghệ sĩ graffiti. Gibson và Hill có đòi hỏi sự tinh thông trong các khía cạnh sáng tạo và gây quỹ của việc làm phim và có mời Scott Glosserman tham gia sự nghiệp này. Sự góp sức của Glosserman với phim này đã bắt đầu trong khoảng thời gian cuộc đình công của Hội Nhà văn Hoa Kỳ 2007–2008. Sau khi Glosserman nhận lời cộng tác thì quy mô của dự án này đã trở nên lớn hơn. Bộ phim mất thêm ba năm để hoàn thành sau khi Glosserman tham gia sản xuất.
Eric Koretz có đóng vai trò là đạo diễn nhiếp ảnh; ông có tham gia nhóm khi dự án có sự thay đổi hướng đi vào tháng 1 năm 2008. Koretz đã sử dụng chiếc camcorder Panasonic AG-HPX500 P2 HD. Ông có bình luận với xuất bản phẩm công nghiệp Videography về sự lựa chọn kỹ thuật này: do cường độ liên tục trong lịch trình đi lại của nhóm sản xuất cho nên định dạng băng từ sẽ không thể nào là lựa chọn lúc ấy được vì dễ hư hỏng. Ông có phát biểu là mình chuộng sử dụng thẻ P2 hơn là định dạng dựa trên HDD do độ đáng tin cậy ưu việt của nó. Trong suốt quá trình chỉnh sửa, Glen Echo Entertainment đã tận dụng tám máy tính Apple Macintosh với các bộ xử lý Intel, được trang bị phần mềm chỉnh sửa Final Cut Pro của Apple.

### Chỉnh lại tiêu điểm

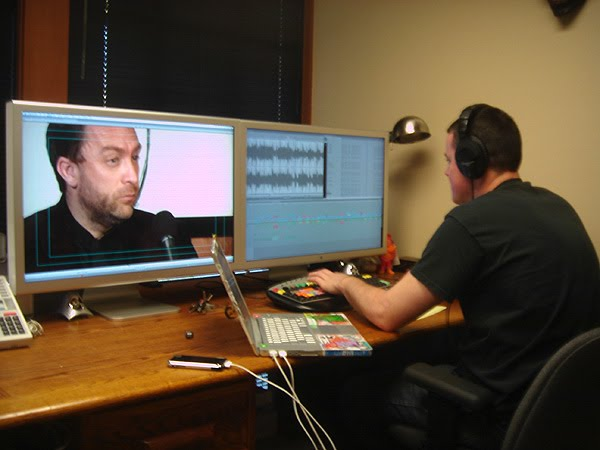
Nic Hill chỉnh sửa bộ phim

Glosserman cùng với các thành viên còn lại của đội sản xuất có gặp mặt nhau để cùng thống nhất tiêu điểm cho bộ phim; họ đã tập trung nỗ lực vào việc trả lời câu hỏi: "Wikipedia đạt được đến sự thật như thế nào?". Họ còn có muốn đưa vào cả thông tin dành cho những người còn chưa biết gì mà có lòng tò mò muốn tìm hiểu về bối cảnh và sự vận hành của Wikipedia nữa. Họ có tìm kiếm các chuyên gia – trong đó có Susan Jacoby là tác giả của cuốn The Age of American Unreason – để thảo luận về cách tiếp cận của Wikipedia tới các học giả có am hiểu về những đề tài đặc thù. Glosserman có bình luận trong cuộc phỏng vấn với IndieWire rằng "Chúng tôi đã cố gắng nhờ mọi người đưa ra những lý lẽ mang tính thuyết phục cho mỗi khía cạnh về bất kỳ chủ đề riêng lẻ nào bởi vì ý định của chúng tôi là tỏ ra khách quan và để người xem tự có nhận định của bản thân." Cấu trúc tự sự của bộ phim What the Bleep Do We know!? có đóng vai trò làm nguồn cảm hứng cho Glosserman trong suốt quá trình sản xuất. Là một dự án phi lợi nhuận, bộ phim đã thu được hơn 55.000 đô-la tiền quyên góp tính đến tháng 3 năm 2009.

## Phát hành

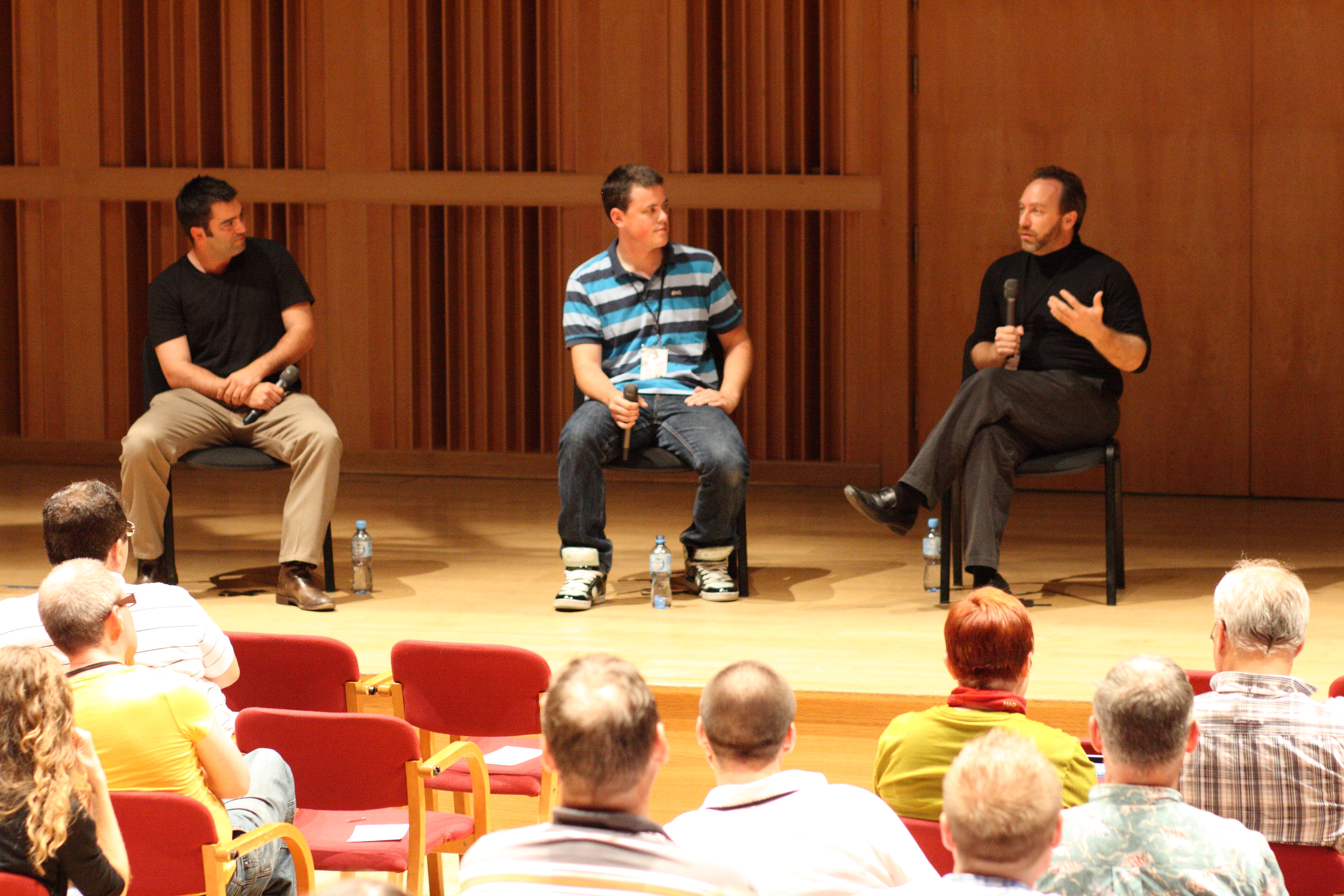
(từ trái sang phải) Hai đạo diễn Nic Hill và Scott Glosserman, cùng với Jimmy Wales (tại Gdańsk, ngày 10 tháng 7 năm 2010)

Việc phát hành bộ phim này vốn được lên kế hoạch là vào năm 2007, rồi 2008 và 2009, sau cùng là phát hành năm 2010. Các trích phim ngắn của bộ phim này có được trình chiếu tại Wikimania 2007 ở Đài Bắc trước khi phim được hoàn thành. Nhiều biên tập viên đã có những quan điểm trái chiều về bộ phim này. Vào năm 2008, thước phim từ bộ phim này có được Hội quỹ Wikimedia sử dụng trong video gây quỹ chính thức của mình. Bộ phim đã được công chiếu lần đầu tại Wikimania 2010 ở Gdańsk vào tháng 7 năm 2010, trước số khán giả khoảng 300 người. Trailer cho phim này thì có được phát hành vào tháng 10 năm 2010.
Bộ phim này có được chiếu tại Trung tâm truyền thông Paley ở thành phố New York vào ngày 20 tháng 10 năm 2010. Nó có được trình chiếu cùng chung với Chuỗi Hội thảo Đại học của Robert M. Batscha. Buổi chiếu phim tại Trung tâm Paley còn đã có hoạt động phát stream trực tuyến – là buổi chiếu phim với ngay liền sau là buổi hỏi đáp với ban đội ngũ một cách đồng thời cho khán thính giả trực tuyến lẫn địa phương, lần đầu tiên có một bộ phim có hoạt động như vậy. Cuộc thảo luận với ban đội ngũ thì nằm dưới sự chủ trì của nhà báo Noam Cohen của New York Times và có sự góp mặt của hai nhà đồng đạo diễn, thêm vào đó còn có người đại diện của Hội quỹ Wikimedia là Samuel Klein và Wikipedian thường trú tại Bảo tàng Anh là Liam Wyatt. Sau sự kiện này, SnagFilms đã liền cho bộ phim được miễn phí trong vòng sáu ngày đối với người xem ở Hoa Kỳ.
Bộ phim có được chiếu tại Liên hoan phim Savannah vào ngày 3 tháng 11 năm 2010, tại Rạp phim Trustees của Đại học Nghệ thuật và Thiết kế Savannah. Nó có được lên kế hoạch phát hành có giới hạn cho rạp phim ở Hoa Kỳ vào ngày 30 tháng 11 năm 2010.

## Đón nhận
Wales viết lời bình có thiện cảm về phim này vào năm 2007 trong khi quá trình sản xuất phim này diễn ra và có ghi rằng: "Đạo diễn Nic Hill đang chế tác ra thứ trông như một bộ phim kiệt xuất nói về Wikipedia và các Wikipedian khắp cả thế giới." Tuy nhiên trong lời phát biểu với PRNewser, Wales có bình luận một cách tiêu cực về việc bộ phim này bị trì hoãn phát hành. Ông có nói do bị trì hoãn mà bộ phim này trở nên bị lỗi thời. Ông còn có nhận xét rằng phim tài liệu này bị thiên về việc dựa dẫm vào lời bình luận của chuyên gia mà lại không mang đủ độ chú trọng hướng về việc miêu tả sự tham gia tích cực của cộng đồng trong dự án trực tuyến này. Wales có đăng vào danh sách gửi thư của Hội quỹ Wikimedia rằng "bộ phim này ở Ba Lan đã bị đón nhận kém, và phim lỗi thời quá luôn rồi." Larry Sanger thì nhận xét rằng với ông thì "theo những gì tôi đã xem thì bộ phim không tệ lắm." Thành viên hội đồng Hội quỹ Wikimedia là Samuel Klein thì có bình luận rằng "Nói chung thì sau khi xem bộ phim này lần thứ hai, bên trong đám khán thính giả khác (và thấy được phản ứng diễn ra ngay lúc ấy của họ), thì tôi thích phim này hơn rất nhiều." Một người tham dự Wikimania 2010 có tên Sage Ross thì có bình luận rằng bộ phim này xem ra lấy quan điểm tiêu cực làm chủ đạo hướng về Wikipedia, "Phim này đưa ra rất nhiều nội dung lại tập trung vào một số lời chỉ trích mang tính nông cạn và sai lạc, còn ở mức độ trí thức thì phim tỏ ra phần lớn là chống Wikipedia, trái ngược với những lập luận nghe hợp lý của các nhà phê bình chín chắn và niềm lạc quan ngây thơ của những Wikipedian trẻ tuổi." Tác gia Ted Leonsis thì có bình luận trên blog Ted's Take của ông ấy một cách có thiện cảm về phim tài liệu này, ông miêu tả nó là "Bộ phim vĩ đại về phong trào Wikipedia". Ông có kết luận rằng "Đây là bộ phim phải xem, là bộ phim hàng đầu. Quý vị phải xem nó thì mới giữ được mình liên hệ với xã hội!"
Daniel D'Addario thì có đánh giá phim tài liệu này cho xuất bản phẩm Urlesque của AOL Inc. D'Addario có bình luận rằng "bộ phim này dấy lên những câu hỏi thú vị về thẩm quyền, tuy chỉ làm một cách có phần cố tình thôi". Ông có chú quan sát của mình về mấy điểm lỗi thời của phim là "Truth in Numbers? có lẽ hẳn đã ra mắt quá muộn rồi." D'Addario có kết luận phần bình phẩm của mình bằng cách chú rằng vào thời điểm ông viết bài đánh giá này, thì bài viết về phim này trên Wikipedia đang đứng dưới nguy cơ bị xóa bỏ: "Dựa theo site đấy thì mục bài Truth in Number? đang được xem xét để xóa – nó liên kết tới rất ít bài viết khác trên site đấy, và là một bài 'mồ côi'. Tính trên tinh thần chung của Truth in Number? – một bộ phim phối hợp niềm hứng thú đến nhiệt tình cho Wikipedia với nỗi sững sờ đến ngỡ ngàng về rất nhiều những chi tiết của nó –  thì điều này hoặc là rất gây ngạc nhiên hoặc là chẳng gây ngạc nhiên tí nào cả."
Carlos Serrano của District trong bài đánh giá của mình cho Liên hoan Phim Savannah thì có viết rằng mặc dù đề tài phim này có bao trùm lên rất nhiều lĩnh vực, nhưng nó lại vận dụng được phép trình bày mang tính hiệu quả: "Đưa cả vào một phim thì nghe có vẻ nhiều quá, thế mà bộ phim xoay xở tận dụng được tốt 85 phút thời lượng chiếu của mình." Serrano có bình luận về phần trình bày của Jimmy Wales diễn ra trong bộ phim này là "Đến lúc kết thì tôi bước ra khỏi rạp phim mà lòng nghĩ về ông ấy như một dáng hình lập thể, quả là con người có niềm đam mê nhưng lại không hoàn toàn là tốt hay là xấu. Thành thực mà nói thì điều đó rất quan trọng trong bộ phim như thế này và đây là điểm cộng mười mươi cho phim đấy." Serrano có khuyến khích xem phim tài liệu này, và kết luận "Rõ ràng đây là bộ phim hay... Bộ phim này dứt khoát đáng được xem. Nó thú vị, nó được xây dựng tốt, và nó trình bày được nhiều góc nhìn đa dạng lên Wikipedia giúp cho cái mạch tự sự của phim duy trì được tính cuốn hút."